# Адгезивний мостоподібний протез
Адгезивний мостоподібний протез також адгезивний міст — різновид незнімних ортопедичних протезів, що застосовується для заміщення включених дефектів зубних рядів.  

## Показання до застосування
Адгезивний мостоподібний протез призначений для усунення невеликих проміжків між зубами. Головною особливістю є їх кріплення: протез встановлюється на потрібне місце і фіксується за дві сусідні одиниці щелепи. При цьому на одиниці-фіксатори не треба встановлювати коронки, так як не вимагає препарування опорних зубів, і лише за необхідності проводиться обробка оклюзійної або ротової поверхні у межах емалі. Таким чином, протезувати можна тільки включені дефекти зубного ряду, коли по обидві сторони від дефекту збереглися власні зуби.
Адгезивний протез виготовляється зі звичайного фотополімерного пломбувального матеріалу, а також скловолоконної стрічки, яка простягається від одного опорного зуба до іншого. Скловолокно необхідно, щоб зробити конструкцію більш міцною.
Суворе дотримання показань та протипоказань до застосування адгезивних мостоподібних протезів дозволяє звести до мінімуму невдачі й отримувати стійкі позитивні функціональні та естетичні результати.

### Переваги агнезивного протезування
1. відновлення відсутнього зуба можна провести в одне відвідування;
2. сусідні зуби препаруються мінімально, не потрібно їх додаткова депульпація;
3. процедура менш травматична, ніж імплантація;
4. відносна цінова доступність (адгезивні мостові протези істотно дешевше, ніж імплант).

### Недоліки адгезивного протезування
1. невисока механічна міцність конструкції, в результаті чого вона не використовується для протезування зубів, несучих жувальні навантаження;
2. навантаження на опорні зуби, утруднення проведення гігієнічних процедур;
3. сусідні зуби піддаються ризику виникнення вторинного карієсу в місцях кріплення;
4. порівняно короткий термін служби композитного матеріалу і його початкова нестабільність;
5. поступова атрофія і осідання кісткової тканини в області відсутнього зуба;
6. невелика тривалість експлуатації (близько 4-5 років).

## Догляд
Найважливішим є дотримання норм гігієни порожнини рота. Зуби і ясна потрібно чистити як мфнфмум двічі на день зубною пастою, акуратно очищаючи від залишків їжі міжзубні простору за допомогою зубної нитки (флосса). Після кожного прийому їжі бажано обполіскувати порожнину рота спеціальними засобами, щоб не дати розмножуватися хвороботворним бактеріям.
Не менш важливо правильно харчуватися. Перевагу слід віддавати м'якої їжі, уникати дуже твердих або в'язких продуктів. У раціон необхідно включати продукти, багаті кальцієм, фтором — овочі, фрукти, морепродукти.
З метою запобігання поломки протеза або виникнення вторинного карієсу необхідно систематично відвідувати стоматолога, як мінімум раз на півроку.